# 수잔 플리트우드
수잔 플리트우드(Susan Maureen Fleetwood, 1944년 9월 21일 ~ 1995년 9월 20일)는 영국의 배우, 영화배우이다.
세인트앤드루스에서 태어났으며 솔즈베리에서 사망하였다.

## 영화
- 설득 (1995년) - 레이디 러셀 역
- 크레이스 형제 (1990년)
- 드림 데몬 (1988년)
- 희생 (1986년)
- 스크린 투 (1985년)
- 피라미드의 공포 (1985년)
- 인도에서 생긴 일 (1983년)
- 타이탄 족의 멸망 (1981년)